# Acalolepta mixta
Acalolepta mixta  (лат.) — вид жуков-усачей из подсемейства ламиин. 

## Описание
Жуки длиной до 23 мм. Надкрылья на вершине с двумя шипами. Первый членик усиков (скапус) в редких прилежащих белых щетинках. Кормовыми растениями личинок являются какао, Excoecaria agallocha.

## Распространение
Распространён в Австралии (Квинсленд, о-ва Лорд-Хау) и на Соломоновых островах. 